# Chú Hỏa
Chú Hỏa (1845 - 1901), tên thật là Huỳnh Văn Hoa (黃文華), hay còn gọi là Hui Bon Hoa theo tiếng Phước Kiến, vốn người làng Văn Tang, thuộc Gia Hòa Sơn, huyện Tư Minh, tỉnh Phúc Kiến, nay thuộc khu vực Hạ Môn, tỉnh Phúc Kiến, Trung Quốc.. Ông là một thương nhân người Việt gốc Hoa với quốc tịch Pháp. Ông là một trong Tứ đại Phú hộ của Sài Gòn xưa vào nửa đầu thế kỷ 20 mà dân gian từng tôn vinh: "Nhất Sĩ, nhì Phương, tam Xường, tứ Hỏa" (Huyện Sĩ - Lê Phát Đạt; Tổng đốc Phương - Đỗ Hữu Phương; Bá hộ Xường - Lý Tường Quan và chú Hỏa - Hui Bon Hoa). Tuy xếp thứ tư nhưng chú Hỏa là người có nhiều huyền thoại và để lại nhiều dấu ấn nhất, trong đó phải kể đến tấm lòng không chỉ thu vén cho riêng mình mà còn biết hướng tới cộng đồng của ông. Ông có nhiều đóng góp quan trọng trong sự hình thành bộ mặt của Thành phố Hồ Chí Minh như hiện nay.

## Tên gọi
Chú Hỏa có tên khai sinh là Huỳnh Văn Hoa. Sở dĩ Chú Hỏa được gọi với tên là Hui Bon Hoa vì khi nhập quốc tịch Pháp, ông vốn là tín đồ đạo Công giáo nên đã lấy tên Pháp là Jean Baptiste Hui Bon Hoa. Trong đó, Hui Bon Hoa chính là tên Huỳnh Văn Hoa của ông được phiên âm theo tiếng Phúc Kiến (Trung Quốc) có ảnh hưởng bởi cách phiên âm của người Anh vào cuối thế kỷ XIX. Về sau, các con cháu của ông đều mang họ Hui Bon Hoa nhưng chỉ khác tên Pháp đứng đầu.

## Tiểu sử

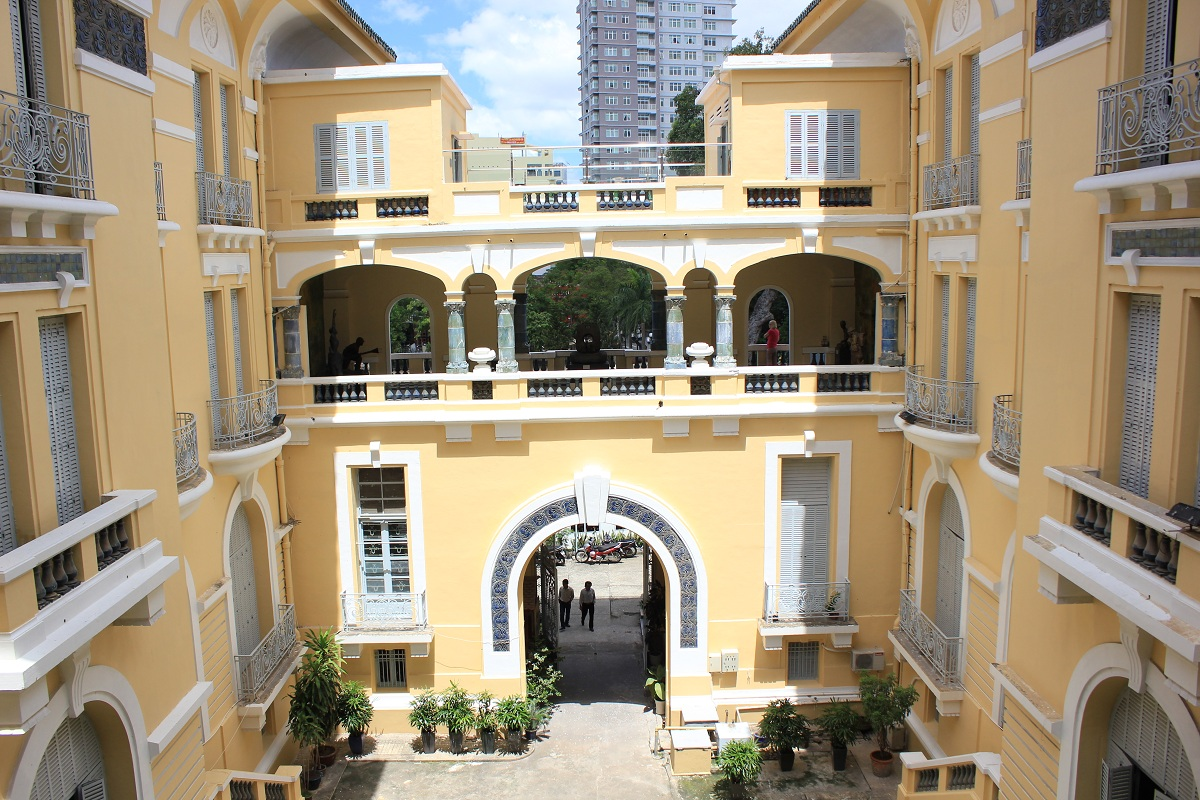
Khuôn viên bên trong nhà Chú Hỏa, nay là Bảo tàng Mỹ thuật TP. HCM

Chú Hỏa là người gốc ở Hạ Môn, Phúc Kiến, Trung Quốc, và sang Việt Nam khoảng năm 1863.

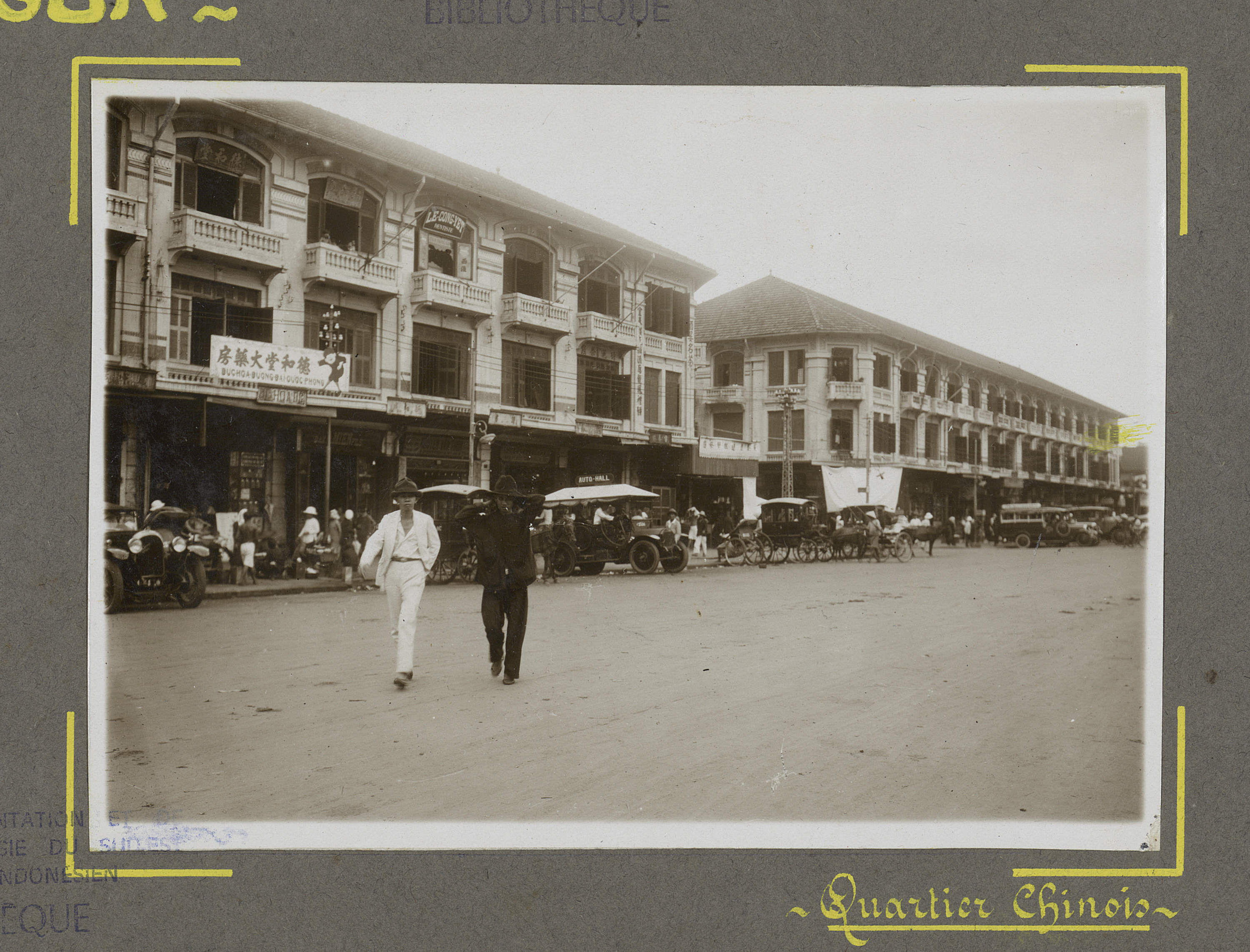
Dãy nhà phố thương mại cạnh chợ Bến Thành thuộc sở hữu của Chú Hỏa vào khoảng năm 1930

Ông khởi nghiệp từ việc buôn bán ve chai. Ông đã thành lập công ty Hui Bon Hoa, có thời là công ty bất động sản lớn sở hữu trên 20.000 căn nhà ở Sài Gòn đồng thời xây dựng rất nhiều công trình có giá trị lớn ở vùng Sài Gòn-Gia Định vẫn còn tồn tại đến ngày nay: Bảo tàng Mỹ thuật Thành phố Hồ Chí Minh, Khách sạn Majestic Saigon, Bệnh viện Từ Dũ, Bệnh viện Đa khoa Sài Gòn, Khu nhà khách Chính phủ, nhiều ngân hàng, trụ sở mua bán ở Quận 5, Thành phố Hồ Chí Minh, và các công trình nhà riêng, chùa chiền, bệnh viện khác. Các công trình này đóng góp một vai trò quan trọng trong việc hình thành bộ mặt thành phố Sài Gòn.
Chú Hỏa là một trong người giàu có nhất miền Nam Việt Nam và là một người có tấm lòng hướng ra cộng đồng. Nhà biên khảo Vương Hồng Sển từng nhận xét: "Tuy làm giàu cho mình đã đành, nhưng cũng giúp ích rất nhiều cho sự mở mang thịnh vượng kinh tế miền Nam". Sự nghiệp của ông ở Việt Nam vẫn được con cháu tiếp tục sau khi ông mất, đến sau năm 1975 thì ngừng do họ đều đi ra nước ngoài sinh sống.
Năm 1901, trong lúc cùng vợ về thăm Trung Quốc, Chú Hỏa đột ngột qua đời và được chôn cất ngay tại Tuyền Châu, hưởng dương 56 tuổi. Lúc đó, sử sách ghi chép là vào cuối đời Mãn Thanh, ông được truy phong hàm Nhất phẩm, có quyền "nộp thóc ghi tên Thái học", vợ ông được tôn xưng Nhất phẩm phu nhân.

## Vinh danh

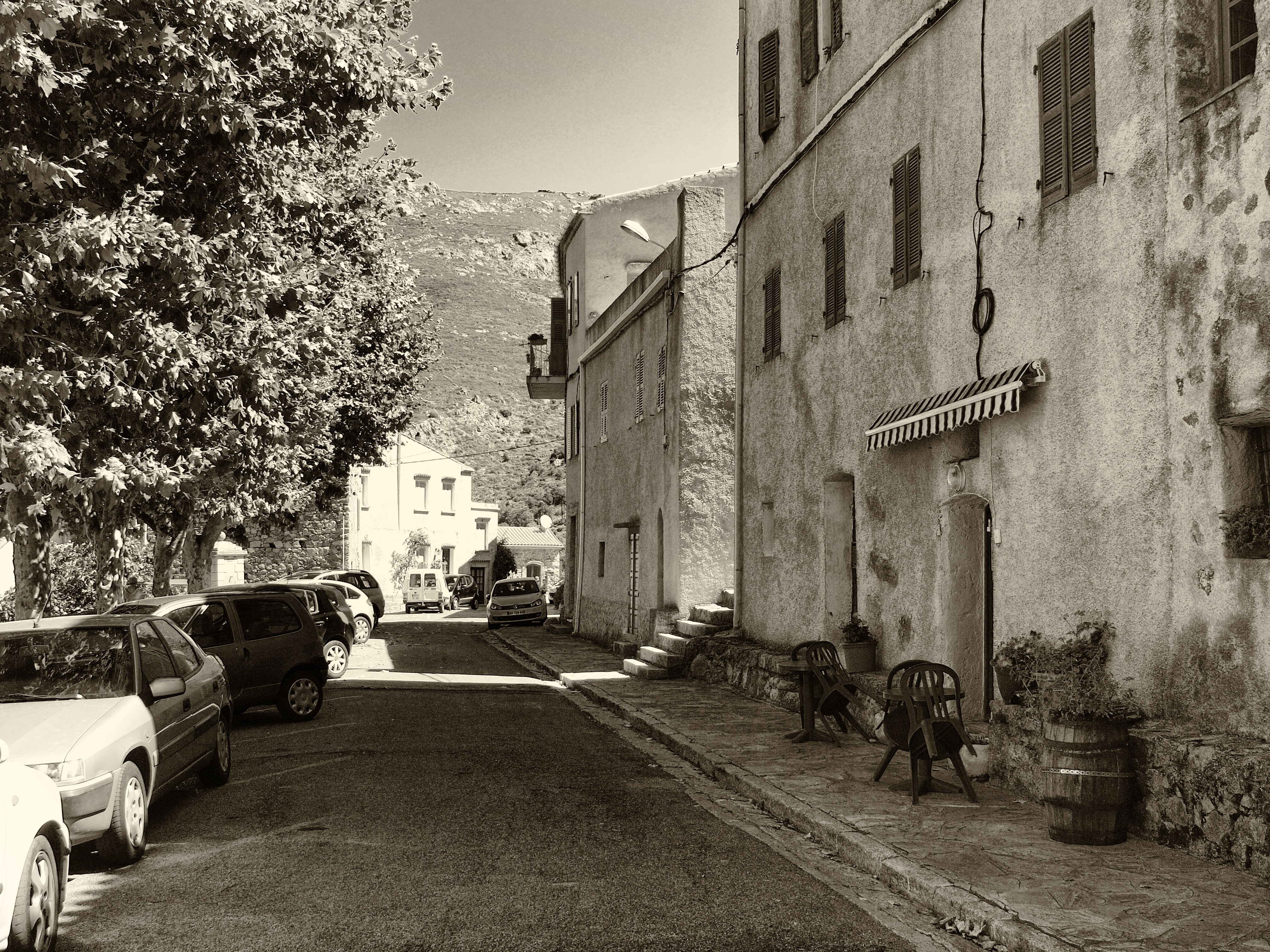
Con đường mang tên Hui Bon Hoa tại xã Nessa, đảo Corse

Tại xã Nessa thuộc đảo Corse có một con đường mang tên Hui Bon Hoa, để ghi nhớ công lao ông đã đóng góp 25 ngàn franc cho làng giúp cải tạo vỉa hè vào năm 1930, thông qua hai gia đình Massari và Luciani ở làng từng quen biết ông.
Tại Sài Gòn trước kia cũng có một con đường mang tên Hui Bon Hoa. Năm 1955, chính quyền Việt Nam Cộng hòa đổi tên thành đường Lý Thái Tổ, nay thuộc địa bàn Quận 3 và Quận 10.

## Trong văn hóa nghệ thuật
- Đi tàu chú Hỷ, ở nhà chú Hỏa
- Bộ phim điện ảnh Con ma nhà họ Hứa[9].